# Perper
Perper (серб. Перпер) — черногорская рок-группа, образованная в 1991 году в Цетине. Одна из самых популярных рок-групп Черногории.

## Состав
- Никола Радунович (Никола) — вокал, акустическая гитара
- Александр Радунович (Попай) — гитара, бэк-вокал
- Момчило Зекович (Зеко) — бас-гитара
- Михайло Ражнатович (Микеланджело) — клавишные, бэк-вокал
- Иван Вуйович (Мане) — барабаны

## Дискография

### Альбомы
- Sa gomile velikih oblaka (1992)
- Bludni snovi (1993)
- Perper uživo iz CNP-a (2002)
- Iz dana u dan (2002)
- Tragovi (2008)

### Синглы
- Mir kao peto godišnje doba (1991)
- Godine (1992)
- Još uvijek čekam te (1997)
- Sa dušom od kamena (2000)
- Neđelja (2000)
- Dodir svile (2004)
- Hrabri sokoli (2007)
- Niz tvoja leđa (2015)
- Sloboda (2019)[1]

### Сборники
- Kompilacisko izdanje (1998)